# Reconquista del Cile
La Reconquista è il periodo della storia del Cile che ha inizio con la battaglia di Rancagua, nel 1814 e termina nel 1817 con la vittoria indipendentista nella battaglia di Chacabuco. Durante questo periodo i difensori dell'impero spagnolo ristabilirono il dominio sul Cile, mentre i creoli erano impegnati a diffondere l'ideale indipendentista fra i ceti popolari, attraverso l'azione guerrigliera di Manuel Rodríguez Erdoíza. Storici come Julio Heise o Jaime Eyzaguirre preferiscono chiamare questo periodo Restaurazione assolutista, considerando che si trattò del ritorno al potere della fazione realista.

## Dopo la battaglia di Rancagua
Quando appresero l'esito della battaglia di Rancagua, molti indipendentisti decisero di raccogliere i propri beni e di recarsi in esilio a Mendoza in Argentina. I soldati che sopravvissero a Rancagua difendevano la carovana di donne e bambini durante il transito delle Ande. Però le scaramucce fra O'Higgins e Carrera non avevano avuto termine a Rancagua. Giunti a Cuyo, furono ricevuti dal governatore José de San Martín, un sodale di O'Higgins e membro della loggia massonica Lautarina, che decise di inviare i fratelli Carrera e i loro seguaci a giudizio a Buenos Aires, accusati dell'assassinio di  Juan Mackenna ad opera di Luis Carrera in un duello. Mackenna era uno dei più importanti collaboratori di Bernardo O'Higgins.

## Restaurazione della colonia

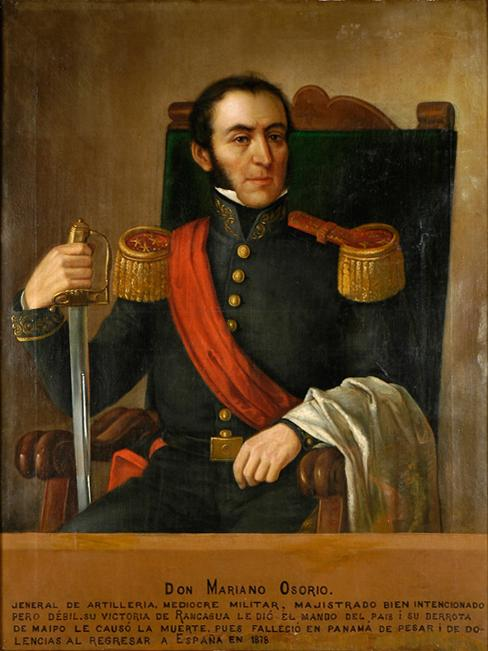
Mariano Osorio

Con il governo di Mariano Osorio a partire dal 9 ottobre 1814, furono ripristinate le istituzioni coloniali; Mariano Osorio ricevette l'ordine di usare clemenza da parte del viceré, però il capitano del reggimento Talaveras de la Reina, Vicente San Bruno, incaricato della sicurezza del regno istituì i Tribunales de vindicación, in cui furono giudicati tutti gli indipendentisti e tutti coloro che erano sospettati di averli sostenuti. Erano in genere condannati a pene pecuniarie o se i capi di accusa erano più gravi all'esilio nell'arcipelago Juan Fernández. Nel novembre di quell'anno, salpò una nave da Valparaíso, con più di 200 esiliati, che dovettero rifugiarsi nelle grotte e sopportare molte privazioni prima di essere riscattati nel 1817. Ai fuggiaschi di Mendoza furono confiscati i beni.
Nel febbraio del 1815, San Bruno finse di aprire le carceri perché gli indipendentisti tentassero di evadere, ma subito fuori dalla prigione un plotone di fucilieri fece fuoco sugli evasi. Quest'episodio riempì di indignazione anche i monarchici. Osorio allora decise di riaprire il parlamento della Real Audiencia e successivamente inaugurò la Real Universidad de San Felipe, in deroga ai decreti vigenti durante la colonia ed eliminando le istituzioni di quell'epoca. In seguito ai conflitti con il viceré peruviano, Osorio fu destituito (1815) e fu designato governatore Francisco Casimiro Marcó del Pont.

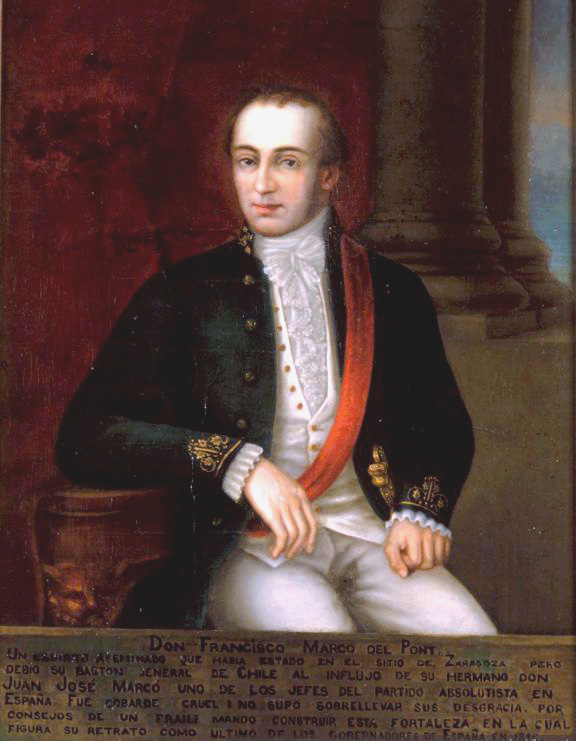
Francisco Casimiro Marcó del Pont Ángel Díaz y Méndez

Il nuovo governatore si dimostrò buon amico di Vicente San Bruno, nominato presidente del Tribunal de Vigilancia y seguridad pública, che stabilì una rete di spionaggio che terrorizzò Santiago. Marcó del Pont proibì di viaggiare all'interno del paese se non autorizzati. Chiuse le chinganas, locali dove il popolo mangiava, beveva e ballava. Allarmato per le notizie di una spedizione di O'Higgins e delle attività della guerriglia di Manuel Rodríguez, impose una taglia sulla sua testa. Un giorno, mentre Marcó del Pont scendeva dalla sua carrozza, gli si accostò un pover'uomo che con finta riverenza gli aprì la portiera. Marcó del Pont gli diede una moneta d'argento, senza accorgersi che quell'uomo era Manuel Rodríguez.

## Fine della Reconquista
Il 12 febbraio 1817 la battaglia di Chacabuco, vinta dalle truppe del generale argentino José de San Martín e del cileno Bernardo O'Higgins diede inizio al periodo della Patria Nuova.